# Jacob Appelbaum
Jacob Appelbaum, född 1 april 1983, är en amerikansk datorsäkerhetsexpert och hackare.
Appelbaum var tidigare anställd vid University of Washington, och är drivande inom Torprojektet. Appelbaum har även representerat Wikileaks vid en hackerkonferens, HOPE, 2010. Amerikanska myndigheter har vid ett flertal tillfällen stoppat Appelbaum vid amerikanska gränsen och beslagtagit tillhörigheter som till exempel en dator och flera mobiler. Det finns dessutom domstolsbeslut som säger att Appelbaums data på Twitter ska lämnas ut till myndigheterna.
Under aliaset "ioerror" har Appelbaum sedan 2008 varit medlem av hackerkollektivet Cult of the Dead Cow och grundade tillsammans med Mitch Altman det kända hackerspacet Noisebridge. Appelbaum har arbetat för Greenpeace och varit engagerad i organisationerna Ruckus Society och Rainforest Action Network. Han är utöver det fotograf och arbetar med konstgruppen monochrom.